# القادسية (فلم)
القادسية فيلم دراما تاريخية عراقي مع تعاون مصري، من إنتاج دائرة السينما والمسرح العراقية سنة 1981.

## الأحداث
تتمحور أحداث الفيلم حول معركة القادسية 636م، بين الجيش الإسلامي بقيادة سعد بن أبي وقاص، بعد وفاة المثنى بن حارثة الشيباني قبل المعركة، والجيش الفارسي بقيادة رستم.

## طاقم العمل

### الممثلون
| - سعاد حسني:شيرين - عزت العلايلي:سعد بن أبي وقاص - شذى سالم:سلمى - ليلى طاهر:الملكة بوران - حسن الجندي:رستم فرخزاد - هالة شوكت:عمة الملك - سعدية الزيدي - طعمة التميمي:المعنى بن حارثة - قاسم محمد - قائد النعمانى - سعدي يونس - كنعان وصفي:المغيرة بن شعبة - بدري حسون فريد:المثنى بن حارثة - عبد الجبار كاظم - هاني هاني:عاصم بن عمرو - قاسم الملاك - غازي الكناني - فوزية عارف - بهجت الجبوري - كامل القيسي - هناء محمد - نزار السامرائي - يعقوب أبو غزالة:عبد الله بن أم مكتوم - كنعان علي:كسرى ملك الفرس | - محمد المنصور - عزيز خيون - ياس على الناصر - راسم الجميلى - عمر خلفه - صفوت الجراح - طه سالم - فالح عبد العزيز الزيدى - يعقوب الأمين - جمعة الشبلى - مكي البدري - عبدالمطلب السنيد - مناف طالب - عواطف نعيم - زاهر الفهد - عز الدين طابو - سمير القاضي - علي الأنصاري - ستار البصري - عبد علي اللامي - فاضل جاسم - كاظم فارس - سلام زهرة | - عماد بدن - ضياء البياتي - صادق علي شاهين - صبحي العزاوي - طلال القيسي - عادل عثمان - نبهان الدوري - نصرت أياد البلداوي - فلاح قاسم عجيل - علاء القاضي - ليلى كوركيس - طارق سعيد - ثامر محمد - طارق هاشم - عادل الكناني - نجدت خضر - محمد كاظم الطائي - حسين علي مناحي - حسن حنيص - حميد الجمالي - خاجيك ميساك - هاشم السامرائي - يوسف محمد |

### تأليف
- محفوظ عبد الرحمن.[1]
- علي أحمد باكثير.
- صلاح أبو سيف.

### إخراج
- صلاح أبو سيف.[1]

### تصوير
- مصطفى إمام.[1]
- عبد اللطيف صالح.

### مونتاج
- صلاح خليل.[1]
- أميل بحري.

### موسيقى تصويرية
- وليد غلمية.[1]

### صوت
- فيصل العباسي.[1]

### ملابس
- أنسي أبو سيف.[1]

### ديكور
- مختار عبد الجواد.[1]

### إنتاج
- دائرة السينما و المسرح.[1]

## تكلفة الإنتاج
قُدّرت تكلفة الإنتاج بـ4 ملايين دينار عراقي، وكانت تعادل حينئذً 15 مليون دولار، فهو بذلك يُعدّ أغلى فيلم عربي في وقتها.

## روابط خارجية
- مقالات تستعمل روابط فنية بلا صلة مع ويكي بيانات